# Dzerkalo Tyjnia
Dzerkalo Tyjnia (en ukrainien : Дзеркало тижня), généralement appelé en anglais Mirror Weekly, est l'un des journaux hebdomadaires analytiques un des plus influents en Ukraine, fondé en 1994,. À partir de 2006, son tirage était de 57 000 exemplaires.
Dzerkalo Tyjnia propose des analyses politiques, des interviews originales et des opinions sur 32 pages. Publié à l'origine en russe, il a été intégralement traduit depuis 2002 pour l'édition ukrainienne. Depuis 2001, les principaux articles sont également publiés dans une version en ligne en anglais. Les éditions en trois langues et les archives sont disponibles en ligne. 
Le journal est non partisan, tout en étant fortement libéral selon les normes ukrainiennes. Il maintient des normes journalistiques élevées,. Dzerkalo Tyjnia est partiellement financé par des organisations non gouvernementales occidentales. Le journal est largement lu et très apprécié de l'élite ukrainienne, indépendamment de son orientation politique ou commerciale, ce qui explique en grande partie son influence politique, .

## Collaborateurs
- Olexandr Rojen, entre 1990 et 2000.